# Johanna Barry
Johanna Barry née en 1976 à Abidjan, est une musicienne, personnalité médiatique, femme d'affaires guinéenne et présidente de la COMIGUI,,. 

## Biographie

### Études et début de carrière
Elle fréquente l'école jusqu'en première et décide de s'inscrire à l'institut de beauté d'Abidjan en mannequinat et participe à des défilés de mode et concours de beautés. Pendant ses heures libres elle accompagne sa sœur aînée Maimouna Barry choriste au studio JBZ d'Abidjan. C'est ainsi qu'ont découvre ses talents pour la musique. A l'absence d'une choriste elle prend le devant et cela continue avec la rencontre de son père spirituel Cheick Smith Chérif. Elle se produit à chaque occasion au piano bar "toit d'Abidjan" de l'hôtel intercontinental.[réf. nécessaire]
Elle a participé à l'enregistrement de plusieurs albums dans les différents studios d'Abidjan (JBZ, Sequence, Neffertiti...) Un premier album avec les Barry's, le deuxième album "Mon Destin" sort courant juin 2003 et sera distribué par Malik7.